# Lettland i olympiska vinterspelen 1994
Lettland deltog med 27 deltagare vid de olympiska vinterspelen 1994 i Lillehammer. Ingen av landets deltagare erövrade någon medalj.